# Puurs
Puurs is een dorp in de Belgische provincie Antwerpen en een deelgemeente van Puurs-Sint-Amands. Een inwoner van Puurs wordt een Puursenaar genoemd. Puurs was een zelfstandige gemeente tot aan de fusie met Sint-Amands in 2019.

## Geschiedenis
De eerste menselijke aanwezigheid situeerde zich in het laat-neolithicum (Michelsbergcultuur). Vanaf de metaaltijden (brons- en ijzertijd) was een aantal plaatsen al dan niet voor een langere tijd bewoond. De verspreide erven bevonden zich op hoger gelegen plaatsen aan de rand van alluviale vlaktes en dicht bij waterlopen. Opgravingen legden onder andere overblijfselen van een erf bij de Zeuthoeve bloot. In de streek moet zeker vanaf de late ijzertijd al een redelijke bevolkingsdichtheid geweest zijn. Er was ook een Romeinse aanwezigheid in de omgeving, zij het voornamelijk op het grondgebied van buurdorpen Kalfort en Liezele.
De oudste resten in de kerk van Puurs gaan ook minstens terug tot die tijd. Tijdens de Karolingische periode werd Puurs geschonken aan de abdij van Kornelimünster bij Aken. De abdij had Puurs tot 1276. In 1292 kreeg Puurs zijn keure en in 1443 mocht er zich een handelsrechtbank vestigen. Na de Franse revolutie werd het verheven tot hoofdplaats van een kanton dat naast Puurs ook nog Liezele, Lippelo, Hingene, Mariekerke, Sint-Amands, Weert en Bornem omvatte. Toen Puurs in 1873 een dekenij werd, strekte de gemeente zich uit over onder andere Breendonk, Coolhem, Eikevliet, Oppuurs en Sauvegarde. Breendonk werd in 1779 afgescheiden, Oppuurs in 1803.
Tot eind 18e eeuw was Puurs een allodiale heerlijkheid die afhing van de Sint-Bernardusabdij te Hemiksem (in de 13e eeuw werd dit recht afgekocht van de abdij van Kornelimünster).
Op 1 januari 1977 werden de gemeenten Breendonk, Liezele en Ruisbroek bij Puurs gevoegd. Tussen 1977 en 2019 bestond de toenmalige gemeente Puurs uit 4 deelgemeenten waarbij Puurs de hoofdplaats was. Op 1 januari 2019 fusioneerde Puurs met Sint-Amands tot de fusiegemeente Puurs-Sint-Amands, waar zowel Puurs als Sint-Amands hoofdplaatsen van zijn.

## Geografie
Puurs is gelegen in de regio Klein-Brabant.

### Deelgemeenten voor de fusie van 2019
| # | Deelgemeente | Opp. (km²) | Inwoners (2020) | Inwoners per km² | NIS Code |
| - | ------------ | ---------- | --------------- | ---------------- | -------- |
| 1 | Puurs        | 11,94      | 9.149           | 766              | 12030A   |
| 2 | Ruisbroek    | 9,00       | 5.037           | 559              | 12030B   |
| 3 | Breendonk    | 6,44       | 2.948           | 458              | 12030C   |
| 4 | Liezele      | 6,51       | 1.773           | 272              | 12030D   |

## Bezienswaardigheden

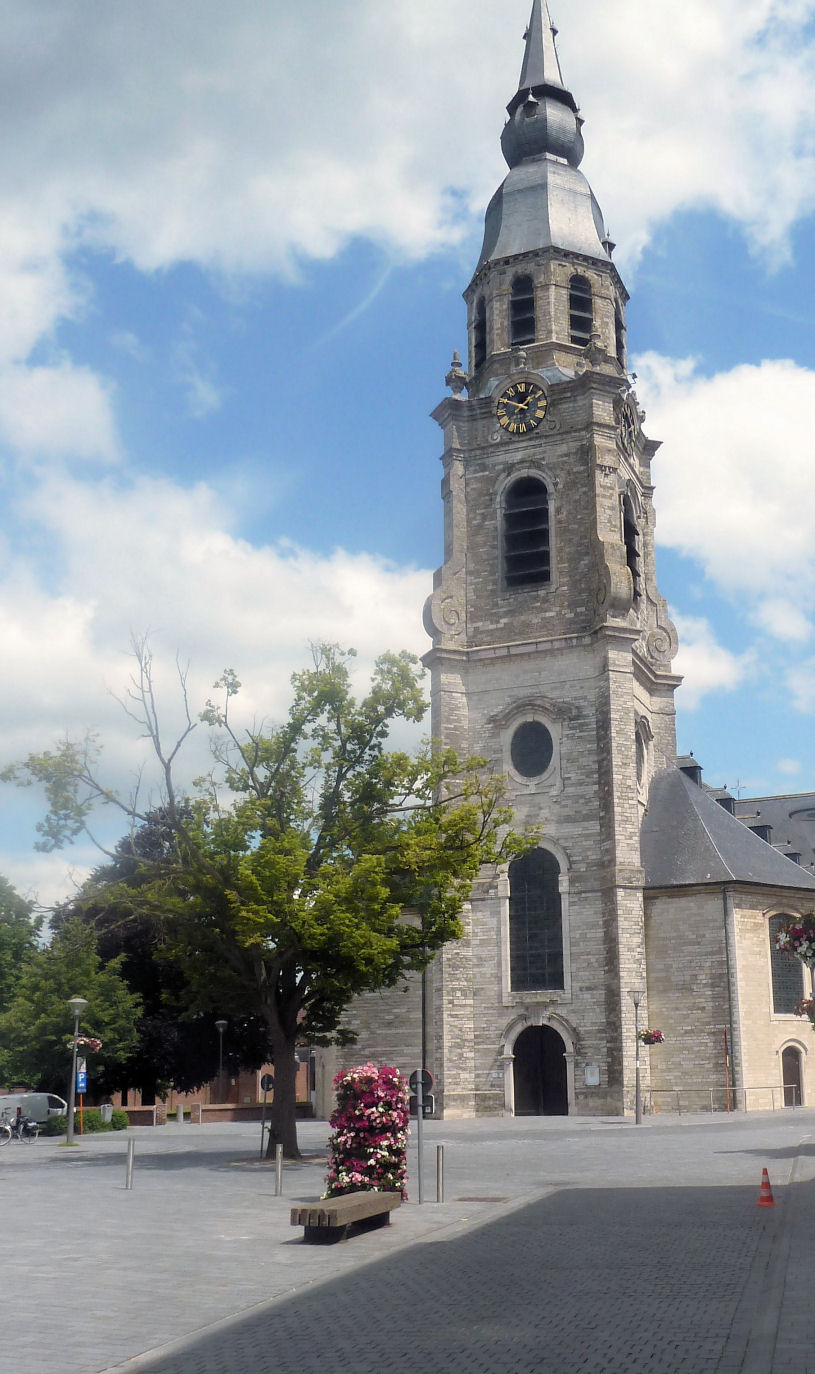
Sint-Pieterskerk

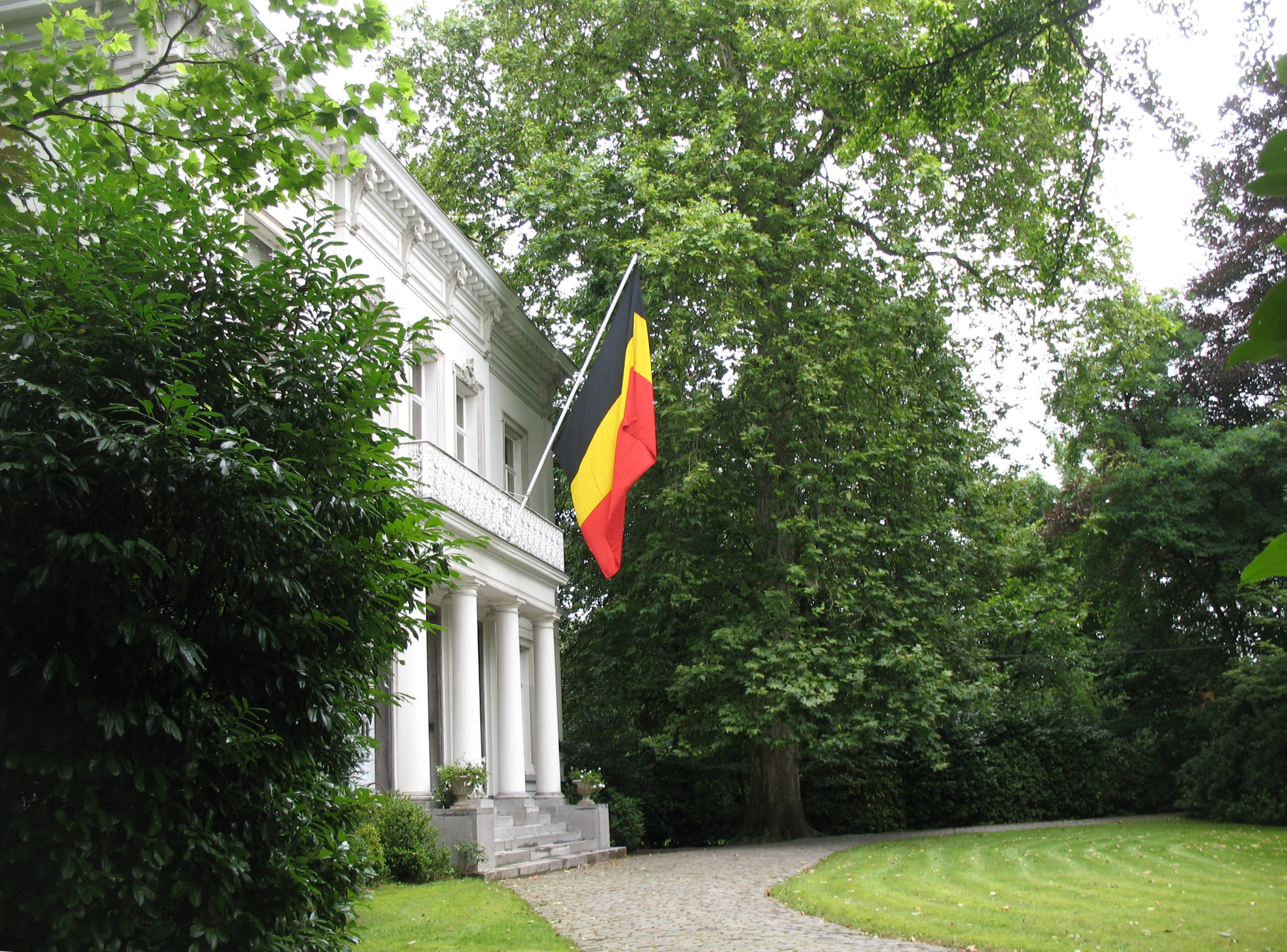
Hof Ter Rest, ook bekend als Kasteel Peeters

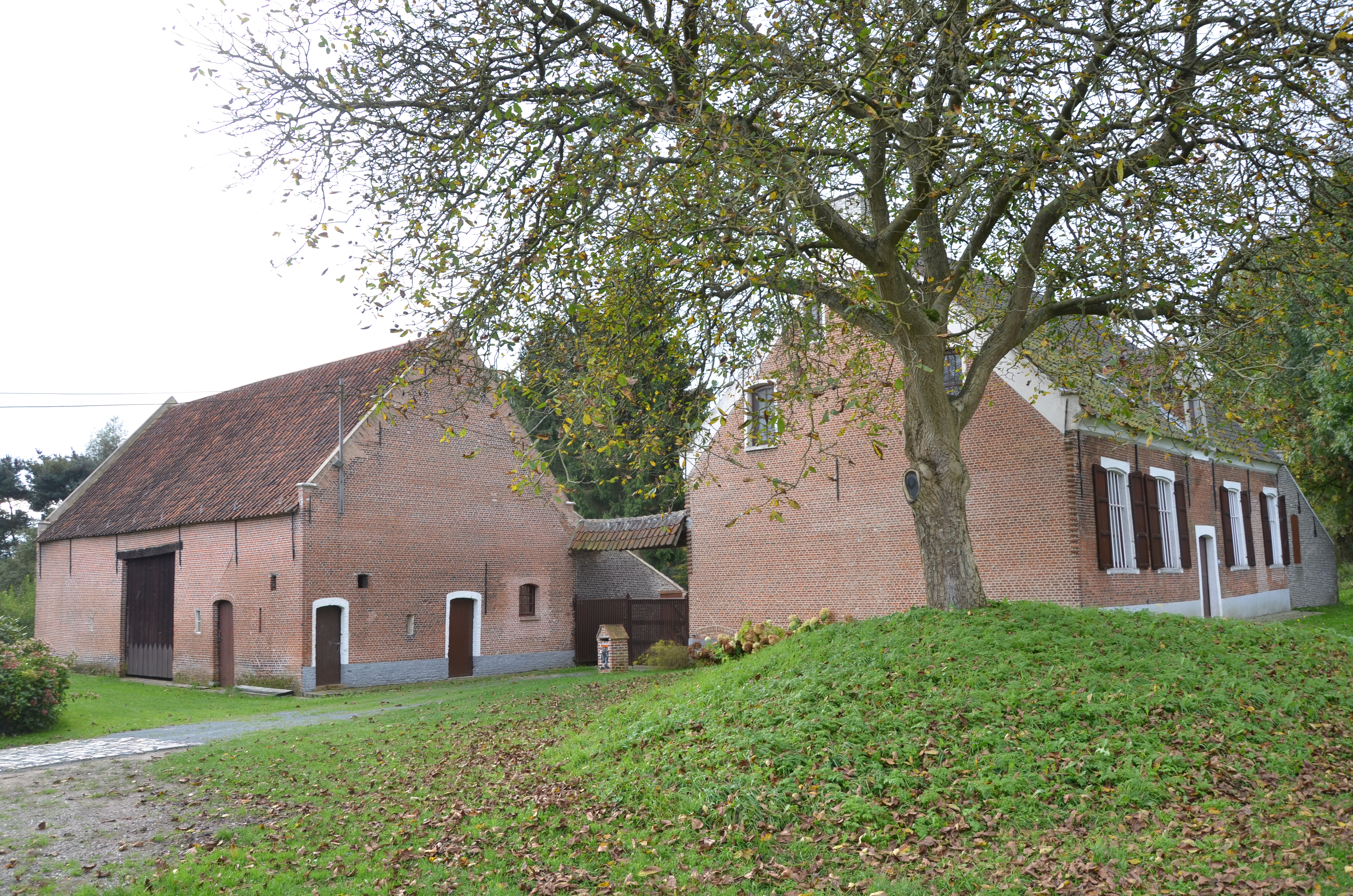
Voormalige losplaatsen aan de kleine Amer

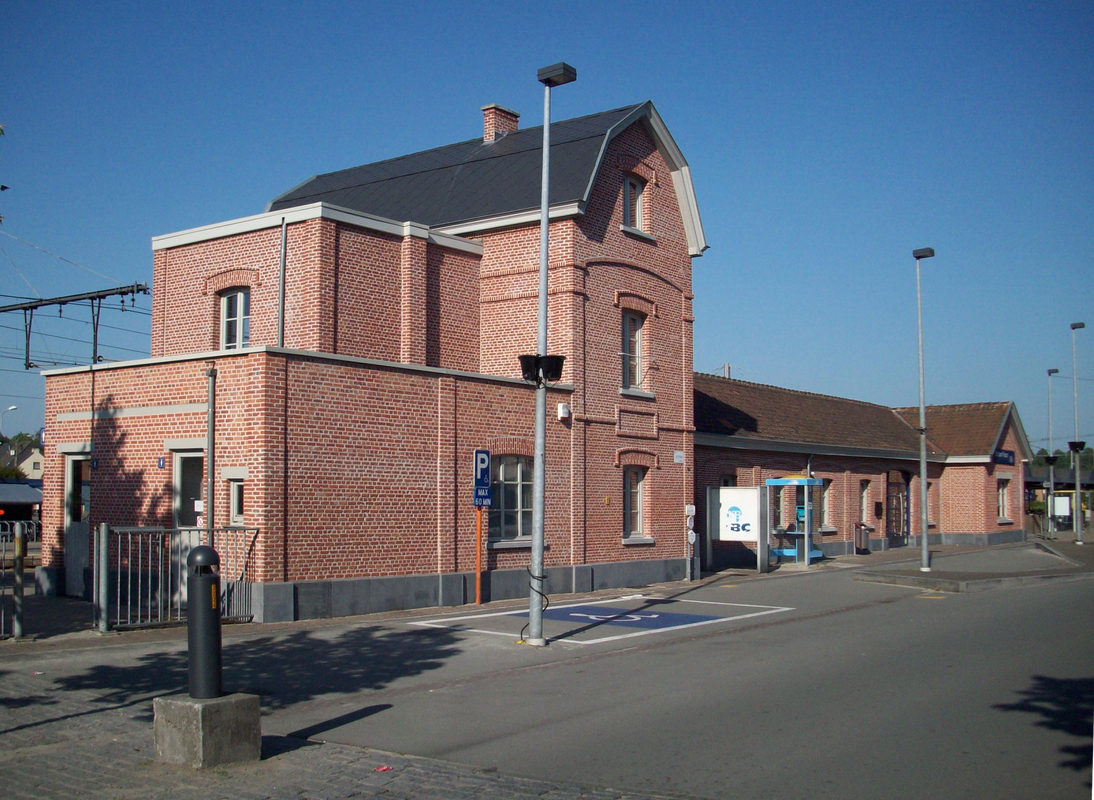
Station Puurs

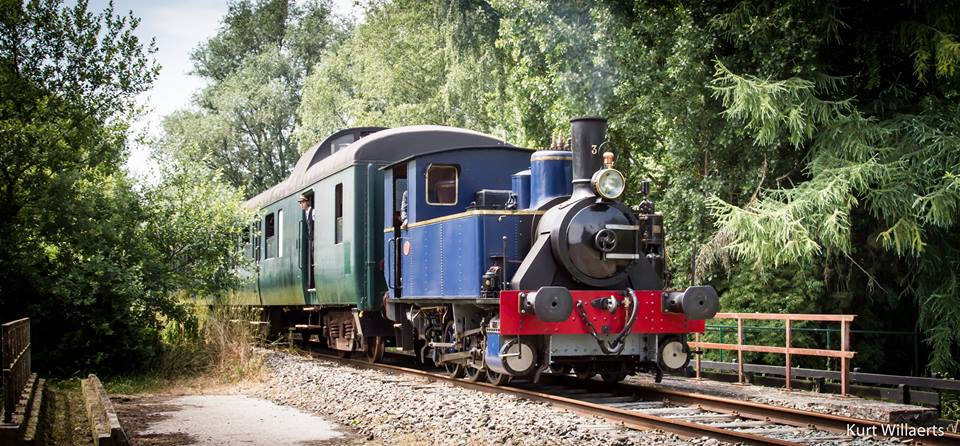
Toeristische stoomtrein

- De Sint-Pieterskerk is de parochiekerk van Puurs. Van de romaanse kerk rest enkel een muurstuk in de kruisbeuk. Het gotische koor stamt uit de vroege 16e eeuw; de baroktoren werd eind 17e eeuw gebouwd; het schip in classicistische stijl werd in 1744 voltrokken. De sacristie rechts bevond zich oorspronkelijk op het gelijkvloers van de verdwenen romaanse toren; in de eerste helft van de 17e eeuw werd de huidige sacristie opgetrokken (na het afbreken van de romaanse toren); midden 19e eeuw werd de linkse sacristie gebouwd. Bezienswaardig zijn vooral het gebeeldhouwde orgel en beeldhouwwerk van Kerrickx (onder andere een preekstoel, biechtstoelen en een orgel van begin 18e eeuw).
- Het Ursulinenklooster aan de Begijnhofstraat
- Het Hof van Coolhem aan de Coolhemstraat.
- De Sint-Pietersburcht, een voormalig verdedigingswerk.
- Het oude seinhuisje, waarin nu de toeristische informatiebureau ondergebracht is. Dit huisje ligt vlak bij de toeristische spoorlijn Dendermonde-Puurs aan het station Puurs.
- Het domein en Hof van Coolhem te Kalfort.

## Natuur en landschap
De verstedelijke plaats Puurs ligt aan de Vliet. Ten oosten van de kom stroomt de Molenbeek welke samenvloeit met de Vliet en zich vervolgens noordwaarts naar de Rupel begeeft. De hoogte is minder dan 5 meter.
In Puurs liggen twee natuurgebieden: het fort Sint-Pietersburcht en het Tekbroek, een groendomein op de rechteroever van de Vliet.

## Demografie

### Demografische ontwikkeling voor de fusie
- Bronnen:NIS, Opm:1806 tot en met 1970=volkstellingen; 1976 = inwoneraantal op 31 december
- 1846:Afsplitsing van Breendonk als zelfstandige gemeente in 1836

### Demografische ontwikkeling van de fusiegemeente
Alle historische gegevens hebben betrekking op de gemeente Puurs, inclusief deelgemeenten, zoals ontstaan na de fusie van 1 januari 1977.
- Bronnen:NIS, Opm:1806 tot en met 1981=volkstellingen; 1990 en later= inwonertal op 1 januari

| Inwoners van jaar tot jaar Op 1 januari 1992 tot heden | Inwoners van jaar tot jaar Op 1 januari 1992 tot heden | Inwoners van jaar tot jaar Op 1 januari 1992 tot heden |
|                                                        | Aantal                                                 |                                                        |
| ------------------------------------------------------ | ------------------------------------------------------ | ------------------------------------------------------ |
| 1992                                                   | 15.133                                                 |                                                        |
| 1993                                                   | 15.281                                                 |                                                        |
| 1994                                                   | 15.295                                                 |                                                        |
| 1995                                                   | 15.380                                                 |                                                        |
| 1996                                                   | 15.409                                                 |                                                        |
| 1997                                                   | 15.476                                                 |                                                        |
| 1998                                                   | 15.705                                                 |                                                        |
| 1999                                                   | 15.715                                                 |                                                        |
| 2000                                                   | 15.736                                                 |                                                        |
| 2001                                                   | 15.792                                                 |                                                        |
| 2002                                                   | 15.813                                                 |                                                        |
| 2003                                                   | 15.859                                                 |                                                        |
| 2004                                                   | 15.838                                                 |                                                        |
| 2005                                                   | 15.903                                                 |                                                        |
| 2006                                                   | 16.029                                                 |                                                        |
| 2007                                                   | 16.250                                                 |                                                        |
| 2008                                                   | 16.400                                                 |                                                        |
| 2009                                                   | 16.526                                                 |                                                        |
| 2010                                                   | 16.538                                                 |                                                        |
| 2011                                                   | 16.600                                                 |                                                        |
| 2012                                                   | 16.704                                                 |                                                        |
| 2013                                                   | 16.899                                                 |                                                        |
| 2014                                                   | 16.972                                                 |                                                        |
| 2015                                                   | 17.035                                                 |                                                        |
| 2016                                                   | 16.999                                                 |                                                        |
| 2017                                                   | 17.184                                                 |                                                        |
| 2018                                                   | 17.452                                                 |                                                        |

## Politiek

### Structuur
De gemeente Puurs maakt, als deelgemeente van Puurs-Sint-Amands, deel uit van het kieskanton Puurs-Sint-Amands, gelegen in het provinciedistrict Mechelen, het kiesarrondissement Mechelen-Turnhout en ten slotte de kieskring Antwerpen.
| Puurs            | Puurs            | Supranationaal         | Nationaal                         | Nationaal           | Gemeenschap         | Gewest              | Provincie           | Arrondissement    | Provinciedistrict | Kanton            | Gemeente          |
| ---------------- | ---------------- | ---------------------- | --------------------------------- | ------------------- | ------------------- | ------------------- | ------------------- | ----------------- | ----------------- | ----------------- | ----------------- |
| Administratief   | Niveau           | Europese Unie          | België                            | België              | Vlaanderen          | Vlaanderen          | Antwerpen           | Mechelen          | Mechelen          | Mechelen          | Puurs-Sint-Amands |
| Administratief   | Bestuur          | Europese Commissie     | Belgische regering                | Belgische regering  | Vlaamse regering    | Vlaamse regering    | Deputatie           | Deputatie         | Deputatie         | Deputatie         | Gemeentebestuur   |
| Administratief   | Raad             | Europees Parlement     | Kamer van volksvertegenwoordigers | Vlaams Parlement    | Vlaams Parlement    | Vlaams Parlement    | Provincieraad       | Provincieraad     | Provincieraad     | Provincieraad     | Gemeenteraad      |
| Kiesomschrijving | Kiesomschrijving | Nederlands Kiescollege | Kieskring Antwerpen               | Kieskring Antwerpen | Kieskring Antwerpen | Kieskring Antwerpen | Kieskring Antwerpen | Mechelen-Turnhout | Mechelen          | Puurs-Sint-Amands | Puurs-Sint-Amands |
| Verkiezing       | Verkiezing       | Europese               | Federale                          | Federale            | Vlaamse             | Vlaamse             | Provincieraads-     | Provincieraads-   | Provincieraads-   | Provincieraads-   | Gemeenteraads-    |

### Geschiedenis

#### Voormalige burgemeesters
| Tijdspanne | Tijdspanne  | Burgemeester                     |
| ---------- | ----------- | -------------------------------- |
|            | 1831 - 1852 | Joannes Baptist D'Hollander      |
|            | 1853 - 1858 | Jozef Moens                      |
|            | 1858 - 1872 | Jacobus De Laet                  |
|            | 1873 - 1895 | Jan Baptist Verbelen             |
|            | 1896 - 1911 | Adolf Verbelen                   |
|            | 1912 - 1921 | Alfons Stas                      |
|            | 1922 - 1932 | Jozef Peeters                    |
|            | 1933 - 1936 | Petrus Mertens                   |
|            | 1937 - 1941 | P.B. Robert Maes                 |
|            | 1941 - 1944 | Richard Philips                  |
|            | 1944 - 1946 | P.B. Robert Maes                 |
|            | 1947 - 1976 | Frans Loncin                     |
|            | 1977 - 1992 | Jozef Schokkaert (CVP)           |
|            | 1992 - 1997 | Marcel Scheers (CVP)             |
|            | 1997 - 2018 | Koen Van den Heuvel (CVP / CD&V) |

Voor de voormalige burgemeesters van voor 1976 van de andere deelgemeenten, zie de voormalige gemeenten Breendonk, Liezele en Ruisbroek.

#### Resultaten gemeenteraadsverkiezingen van 1976 tot en met 2012[3]
| Partij of kartel     | Partij of kartel                              | 10-10-1976 | 10-10-1976 | 10-10-1982 | 10-10-1982 | 9-10-1988 | 9-10-1988 | 9-10-1994 | 9-10-1994 | 8-10-2000 | 8-10-2000 | 8-10-2006 | 8-10-2006 | 14-10-2012 | 14-10-2012 |
| Stemmen / Zetels     | Stemmen / Zetels                              | %          | 23         | %          | 25         | %         | 25        | %         | 25        | %         | 25        | %         | 25        | %          | 25         |
| -------------------- | --------------------------------------------- | ---------- | ---------- | ---------- | ---------- | --------- | --------- | --------- | --------- | --------- | --------- | --------- | --------- | ---------- | ---------- |
|                      | CVP1 / CD&V+N-VAA / CD&V2                     | 38,391     | 10         | 43,661     | 13         | 50,761    | 16        | 53,271    | 16        | 501       | 15        | 56,77A    | 17        | 51,842     | 17         |
|                      | VU-K DEM1 / VU2 / VU&ID3 / CD&V+N-VAA / N-VA4 | 11,241     | 2          | 6,372      | 1          | 4,972     | 0         | -         |           | 2,883     | 0         | 56,77A    | 17        | 19,874     | 5          |
|                      | PVV1 / VLD2 / Open Vld3                       | 15,371     | 3          | 24,51      | 7          | 19,771    | 5         | 23,572    | 6         | 17,962    | 5         | 18,792    | 4         | 8,373      | 1          |
|                      | Agalev1 / Progressief PuursB / Groen2         | -          |            | 3,511      | 0          | 4,611     | 0         | 8,291     | 1         | 11,171    | 2         | 9,09B     | 1         | 6,272      | 1          |
|                      | SP1 / Progressief PuursB                      | 24,531     | 6          | 14,091     | 3          | 17,011    | 4         | 12,071    | 2         | 8,041     | 1         | 9,09B     | 1         | -          |            |
|                      | Vlaams Blok1/Vlaams Belang2                   | -          |            | -          |            | -         |           | -         |           | 9,951     | 2         | 15,362    | 3         | 8,632      | 1          |
|                      | Positief Puurs                                | -          |            | -          |            | -         |           | -         |           | -         |           | -         |           | 4,58       | 0          |
|                      | RVP                                           | -          |            | -          |            | -         |           | -         |           | -         |           | -         |           | 0,43       | 0          |
|                      | HOOP                                          | -          |            | -          |            | -         |           | 1,53      | 0         | -         |           | -         |           | -          |            |
|                      | ONAF                                          | -          |            | -          |            | -         |           | 1,27      | 0         | -         |           | -         |           | -          |            |
|                      | KD                                            | -          |            | -          |            | 2,33      | 0         | -         |           | -         |           | -         |           | -          |            |
|                      | SAP                                           | -          |            | -          |            | 0,55      | 0         | -         |           | -         |           | -         |           | -          |            |
|                      | GBL (vsk)                                     | 10,47      | 2          | 7,59       | 1          | -         |           | -         |           | -         |           | -         |           | -          |            |
|                      | RAD                                           | -          |            | 0,28       |            | -         |           | -         |           | -         |           | -         |           | -          |            |
| Totaal stemmen       | Totaal stemmen                                | 10597      | 10597      | 10978      | 10978      | 11381     | 11381     | 11429     | 11429     | 11772     | 11772     | 12228     | 12228     | 12367      | 12367      |
| Opkomst %            | Opkomst %                                     |            |            |            |            | 96,25     | 96,25     | 95,08     | 95,08     | 94,65     | 94,65     | 95,55     | 95,55     | 93,99      | 93,99      |
| Blanco en ongeldig % | Blanco en ongeldig %                          | 2,31       | 2,31       | 3,07       | 3,07       | 3,15      | 3,15      | 3,96      | 3,96      | 2,5       | 2,5       | 3,61      | 3,61      | 1,80       | 1,80       |

De zetels van de gevormde coalitie staan vetjes afgedrukt. De grootste partij is in kleur.

Zie voor de gemeenteraadsverkiezingen van 2018 en later op de fusiegemeente Puurs-Sint-Amands.

## Cultuur

### Evenementen
Elk jaar tijdens het derde weekend van september wordt de Puurse KermisMarkt, ofwel Pukema, georganiseerd. Tijdens dit weekend zijn er in het Puurse centrum talloze activiteiten. Zo rijdt bijvoorbeeld de stoomtrein op de toeristische stoomspoorlijn Dendermonde-Puurs. Ook werd er Pukema Rock georganiseerd. Dit muziekfestival duurde drie dagen en is vervangen door Puurs Live.
Sinds 2018 bevindt zich in Puurs het Studio 100 Pop-Up Theater, waar onder meer musical producties '40-'45 en Daens 2.0 plaatsvinden.

## Mobiliteit
Op de oostgrens van de gemeente loopt de (gedeeltelijke) autosnelweg A12 tussen de steden Antwerpen en Brussel.
Door de gemeente lopen twee belangrijke gewestwegen, namelijk de N16 van Mechelen naar Sint-Niklaas en de N17 van de A12 naar Dendermonde. Verder lopen door de gemeente ook de kleinere N149 van Willebroek naar Puurs, de N159 van Liezele naar Bornem en de N183 van Blaasveld naar Puurs.
Het Station Puurs ligt langs spoorlijn 52 naar Antwerpen en spoorlijn 54 tussen Mechelen en Sint-Niklaas. Er zijn dus rechtstreekse treinverbindingen tussen Puurs en Antwerpen, Mechelen (Leuven) en Sint-Niklaas. Een deel van spoorlijn 52 wordt nu gebruikt voor de Stoomspoorlijn Dendermonde-Puurs, waar vooral 's zomers tijdens het weekend een stoomtrein rijdt. Ook tijdens Pukema rijdt de stoomtrein.

## Economie
Pfizer Manufacturing Belgium in Puurs is een van de twee sites wereldwijd waar het Pfizer-BioNtech-vaccin Tozinameran wordt geproduceerd. Dit vaccin wordt sinds begin 2021, samen met dat van Moderna en Astra-Zeneca, massaal toegediend  in de strijd tegen de Corona-pandemie. De impact op de Belgische economie wordt geschat op een stijging van Bruto nationaal inkomen met 0,3 %. Op 22 december 2020 vertrokken de eerste ladingen met vaccins naar de Europese lidstaten.
Een van de belangrijkste ambassadeurs voor de gemeente Puurs is brouwerij Moortgat. Hier brouwt men onder meer Duvel, Vedett en De Koninck

## Sport
- Voetbalclub Puurs Excelsior FC speelde anderhalf decennium in de nationale reeksen. In 2006 werd deze club fusieclub Puurs Excelsior RSK.
- Het American footballteam Puurs Titans speelde in de eerste nationale.
- De Sporthal Vrijhals in Breendonk huisvest Volleybalclub VC Argex Duvel Puurs, die aantreedt in Liga A. In diezelfde sporthal staat ook de grootste klimmuur van Vlaanderen, Klimax genaamd. Hier wordt eind september jaarlijks een van de World Cups georganiseerd. Deze wedstrijd vindt plaats op de nieuwe buitenklimmuur, Klimax II.
- Jaarlijks wordt in de maand mei de Great Breweries Marathon gehouden.

## Geboren in Puurs
- Eugène Van de Walle (1858-1916), politicus
- Arthur Vanderpoorten (1884-1945), politicus
- Renica (Renée Lauwers) (1923-2025), dichteres
- Isidoor Van de Wiele (1924-2010), atleet
- Dina Tersago (1979), model en presentatrice

## Bekende inwoners
- Luc Morjaeu, kunstenaar en striptekenaar Suske en Wiske
- Laura Deloose, profvoetbalster RSCA & Red Flames
- Inge Faes, politica (onafhankelijke)
- Kris Peeters, politicus (CD&V), (officieel in Antwerpen)
- Koen Van den Heuvel, politicus (CD&V)
- Björn Vleminckx, profvoetballer
- Fons de Wolf, wielrenner

## Nabijgelegen kernen
Oppuurs, Liezele, Kalfort, Bornem, Hingene